# Faust (2011)
Faust ist ein russischer Spielfilm aus dem Jahre 2011. Alexander Sokurow führte Regie und verfasste das Drehbuch gemeinsam mit Marina Korenewa und Yuri Arabov. Bei dem Film handelt es sich um eine freie Interpretation des Fauststoffes, die in einer deutschen Stadt des 19. Jahrhunderts angesiedelt ist. Nach Moloch (1999), Telets (2001) und Die Sonne (2005) bildet Faust den Abschluss zu Sokurows Macht-Tetralogie.
Die Rezeption des Films war überwiegend positiv. Er wurde auf den Internationalen Filmfestspielen von Venedig 2011 mit dem Goldenen Löwen ausgezeichnet.

## Inhalt
Eine deutsche Stadt im 19. Jahrhundert: Der Gelehrte Heinrich Faust versucht dem Geheimnis des Lebens auf den Grund zu kommen. Dafür untersucht er mit seinem Famulus Wagner Leichen nach dem Versteck der Seele. Durch finanzielle Schwierigkeiten gezwungen wendet Faust sich an den alten Wucherer Mauricius Müller, der sich nach und nach als die Verkörperung des Teufels entpuppt. Dieser verspricht ihm Hilfe, führt Faust aber erst einmal durch die obskure Stadt. In einer Waschhalle verliebt sich der Gelehrte in die junge Wäscherin Margarete. Völlig fasziniert von ihrer Schönheit glaubt er, durch sie den Zusammenhang von Leben und Tod zu verstehen. Während eines Kneipenbesuchs mit Mauricius tötet Faust einen Soldaten, der sich im Rausch mit Mauricius gestritten hat. Später erfährt er, dass es sich um den Bruder Margaretes handelt. Faust nutzt die Gelegenheit, Margarete bei der Beerdigung ihres Bruders wiederzusehen. Er und Margarete kommen sich näher, was aber ihrer Mutter missfällt. Später schickt er Mauricius, der Familie Geld zu bringen, dieser rät ihm jedoch von weiteren Geldgeschenken ab.
Fausts Assistent Wagner hegt ebenfalls Gefühle für Margarete und behauptet sogar, der echte Faust zu sein, dessen Ideen Faust nur gestohlen habe. Als Beweis zeigt er ihr seine einzige echte Erfindung, einen Homunkulus. Margarete fühlt sich von ihm bedrängt und wirft das Glas mit dem Homunkulus zu Boden, sodass dieser zu Wagners Entsetzen stirbt. Als Margarete später erfährt, dass Faust ihren Bruder getötet hat, will sie die Beziehung beenden. Faust stellt ihr in einer Kirche nach und bringt sie gegen ihre Mutter auf.
Am Ende unterschreibt Faust einen sittenlosen Vertrag mit dem teuflischen Pfandleiher: zum Austausch für seine Seele gibt dieser ihm dafür ein Gift, das Wagner ursprünglich für Faust besorgt hatte, da dieser sich damit umbringen wollte. Faust bringt Margarete dazu, ihre Mutter mit dem Gift zu töten, damit Faust ungestört eine Nacht mit ihr verbringen kann. Dabei wird er jedoch von Ängsten und Schmerzen heimgesucht, während gespenstische Gestalten das Zimmer betreten. Er flieht zu Mauricius. Dieser drängt ihm einen Harnisch auf und reitet mit ihm in eine unheimliche Gebirgslandschaft, bei der es sich scheinbar um das Jenseits bzw. die Hölle handelt, denn Faust begegnet dort drei Toten, darunter Margaretes totem Bruder, die ihn umschlingen und nicht loslassen, bis Mauricius dazwischen fährt. Faust weigert sich, stehen zu bleiben, sondern will immer weiter und die Gegend erkunden; selbst seine anfängliche Faszination für einen Geysir dauert nur kurz. Mauricius quält ihn weiter mit seinen nihilistischen Bemerkungen und erinnert Faust an ihren Vertrag und daran, dass er ihm gehöre. Faust steinigt ihn und begräbt ihn so symbolisch unter einem Steinhaufen. Schließlich läuft er einer weiteren, schneebedeckten Landschaft entgegen mit den Worten: „Dahin! Weiter! Immer weiter!“

## Entstehungsgeschichte
Die Dreharbeiten begannen am 20. August 2009. Außenaufnahmen entstanden auf dem Schloss Točník sowie in Ledec nad Sázavou, Lipnice nad Sázavou und Kutná Hora in der Tschechischen Republik. Innenaufnahmen wurden in den Filmstudios Barrandov Studios in Prag gemacht. Anschließend fuhr man nach Island, wo diverse Außenaufnahmen entstanden, bevor am 20. November 2009 die letzte Klappe fiel.
Der gesamte Film wurde in deutscher Sprache gedreht, einer Sprache, die der russische Regisseur Sokurow nicht versteht. Auf die Frage wieso er alle Szenen auf Deutsch gedreht habe, antwortete er: „Ich hatte keine andere Wahl, das Thema hat es erzwungen. Die Sprache ist entscheidend für die Atmosphäre, sie ist der Ausdruck der Mentalität schlechthin.“ Produziert von Proline Film und Mass Media Support Fund of Russia beliefen sich die Produktionskosten des Films am Ende auf 8 bis 10 Millionen Euro.:S. 2

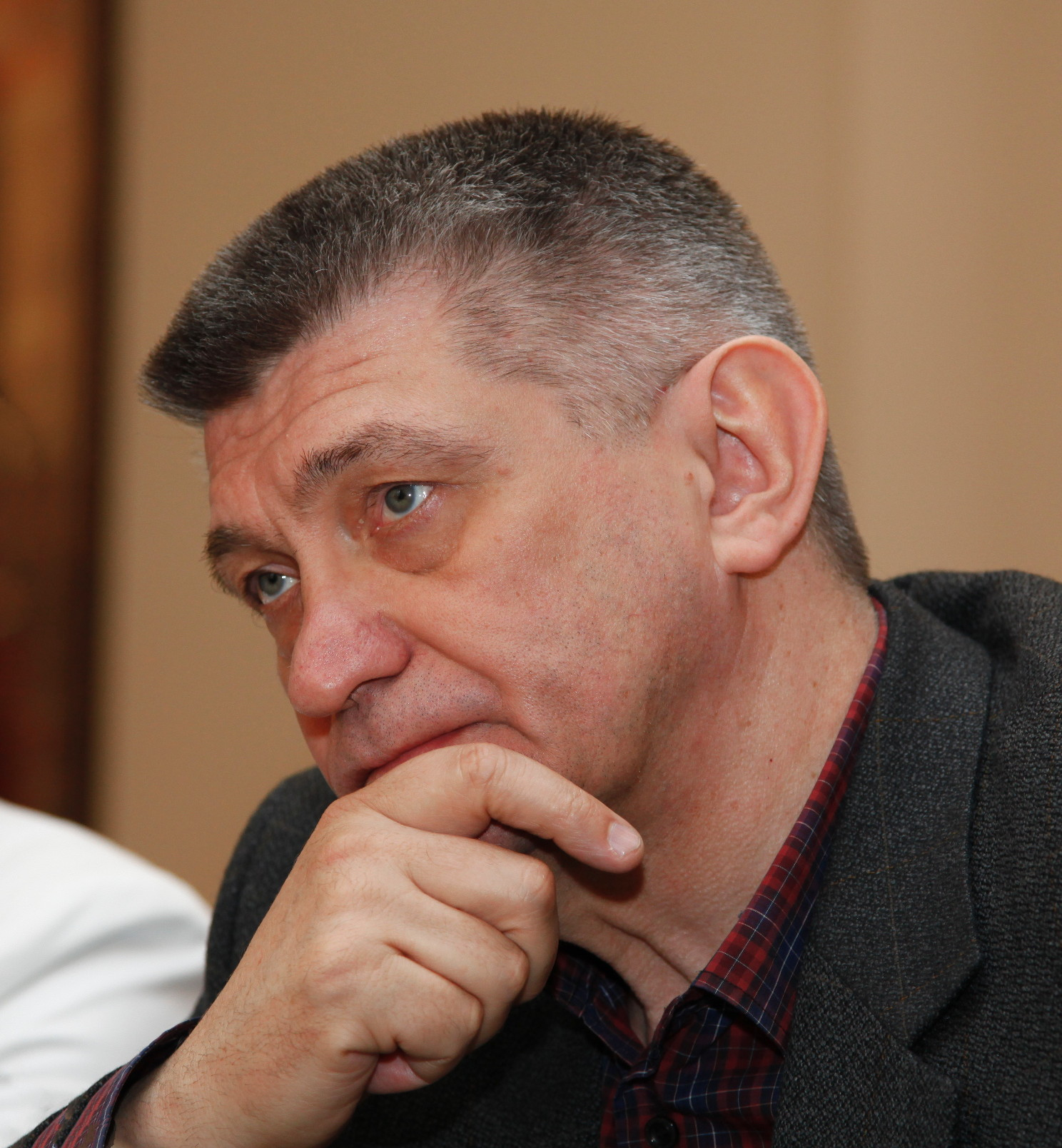
Regisseur Alexander Sokurow im Jahr 2011

## DieMacht-Tetralogie
Faust bildet den Abschluss zu der 1999 mit dem Film Moloch begonnen Macht-Tetralogie Sokurows. In Moloch wird Hitlers Aufenthalt in seinem Landhaus auf dem Obersalzberg thematisiert, Telets (2001) beschreibt Lenins Agonie und Die Sonne (2005) zeigt die letzten Tage im Zweiten Weltkrieg des japanischen Kaisers Hirohito. Faust, der nun letzte Teil der Tetralogie, ist thematisch eigentlich vor den anderen drei Filmen anzusiedeln, denn er ergründet die verschiedenen Ursprünge der Macht. Sokurow wollte damit seinen Zyklus kreisförmig schließen, am Ende findet die Rückkehr an den Anfang statt.:S. 10 Faust hört da auf, wo die anderen Filme ansetzen: „Fausts Triumphzug durch die Welt beginnt erst jetzt: Er bricht auf, um ein Tyrann, ein Politiker, ein Oligarch zu werden: ein Lenin, ein Hitler, ein Abramowitsch“, so der Filmkritiker Michail Jampolski.:S. 18
Welche Verbindung besteht zwischen Faust, Hitler, Lenin und Hirohito? Sokurow versteht die Trennung und Abkehr des Menschen von der Natur als die Geburt des wahren Übels.:S. 10 Die großen Figuren der Weltgeschichte scheitern jeweils auf verschiedene Art und Weise daran, die Natur zu dominieren und sie sich anzueignen. Faust reiht sich mit seinem Versuch, in einer menschlichen Leiche die Seele zu finden, nahtlos in diese Reihe ein. Die großen und eigentlich mächtigen Männer sind für Sokurow jene, welche die Stille der Natur annehmen.
Das Ende des Films kann als Beginn der Verbrechen des 20. Jahrhunderts gesehen werden. Faust und Mauricius verirren sich in einer grauen, öden Steinlandschaft. Dort begräbt Faust symbolisch den Teufel und macht sich schließlich auf den Weg in Richtung der Berge am Horizont: Der Marsch in das Jahrhundert der Verbrechen, des wirklichen Teufels.:S. 10

## Inspirationen und Referenzen
Sokurows Faust bedient sich vor allem dreierlei künstlerischer Vorbilder: Johann Wolfgang von Goethe, Friedrich Wilhelm Murnau und Thomas Mann.:S. 12
Goethe ist die wohl größte Inspirationsquelle. Sokurow orientiert sich größtenteils an Goethes Faust-Variante. Er kombiniert dabei Faust I mit Faust II. Als Faust im Film endlich gegen Mauricius rebelliert und ihn unter einem Steinhaufen begräbt, winselt dieser: „Verweile doch, das ist nicht schön.“ Bei Goethe heißt es in Vers 11 582: „Verweile doch, du bist so schön.“ Außerdem ist es Faust, der die Worte in dem Moment ausspricht, als seine Bedürfnisse gestillt sind. Sokurow übernimmt Gedanken, Kulissen und Inhalte von Goethes Faust, bricht diese aber und führt sie weiter. Somit wird der Film zu einem Pendel zwischen Goethes Version und den Ideen Sokurows.:S. 13 Des Weiteren diente Goethes Farbenlehre als visuelles Vorbild. Sokurow: „Sie ist eine der fundamentalen ästhetischen Abhandlungen, die in meinen Augen einen großen praktischen Wert haben.“ Andere stilistische Referenzen finden sich an Gemälde von Rembrandt und Pieter Bruegel der Ältere.:S. 14
Sokurows Teufel Mauricius Müller sieht dem Nosferatu von F. W. Murnau mit seinem blassen Gesicht ziemlich ähnlich.:S. 13 Darüber hinaus fangen Faust und Murnaus 1926 gedrehter Faust – Eine deutsche Volkssage nahezu gleich an: mit einem Prolog im Himmel. Nur dass bei Sokurow Gott und Mephisto fehlen, es herrscht nebelartige Leere. Dann taucht die deduktive Kamera hinab ins Dorf, erneut eine Anlehnung an Murnaus Film.:S. 12
Die Verbindung zu Doktor Faustus von Thomas Mann ist nicht eindeutig. In Manns Roman ist das dritte Reich der Triumph Mephistos, der Faust diesmal definitiv in Besitz genommen hat. Der Teufel gewinnt in Deutschland die Oberhand. Nach Mann ist Faust nun aber ein Fremder in der Politik und weiß sich nicht zu helfen. Bei Sokurow spielt die Politik ebenfalls eine Rolle. In dem Dorf ohne Gott wird sie nicht betrieben und stirbt. Mauricius zieht die Fäden und beschlagnahmt alles vor der endgültigen Liquidierung. Politik hat keine Bedeutung mehr.:S. 13

## Rezeption

### Veröffentlichung und Kritiken
Der Film feierte seine Uraufführung am 8. September 2011 auf den 68. Internationalen Filmfestspielen von Venedig. Jurypräsident Darren Aronofsky zeigte sich enthusiastisch: „Es gibt Filme, die dich zum Träumen, zum Weinen, Lachen und Nachdenken bringen, und es gibt Filme, die dein Leben für immer verändern. Dies ist einer dieser Filme.“ Anschließend lief der Film am 11. September 2011 auf den internationalen Filmfestspielen von Toronto. Darüber hinaus wurde der Film auf den internationalen Filmfestspielen von Pusan, den internationalen Filmfestspielen von São Paulo sowie den Londoner Filmfestspielen gezeigt.
Als Faust am 19. Januar 2012 in den deutschsprachigen Kinos anlief, zeigte sich die Fachpresse überwiegend positiv gestimmt. Ralf Schenk vom film-dienst bezeichnete den Film als „eine bildermächtige, sinfonisch strukturierte Reise ins Labyrinth des Verderbens.“ Ferner sei der Film auch eine um schonungslose Ehrlichkeit bemühte, verstörend surrealistische Gegenwartsparabel. In epd-Film meinte Andreas Busche, der Film erinnere stellenweise an den Expressionismus des frühen 20. Jahrhunderts und an ein Kuriositätenkabinett, wenn die Figuren und Räume durch Zerrspiegel gefilmt werden. Des Weiteren spiele Johannes Zeiler Faust als Hasardeur – rasant und schelmisch. Im Tagesspiegel schrieb Jan Schulz-Ojala, Sokurows Faust sei ein Solitär – nichts weiter und nichts weniger als die fulminante Neuerfindung eines Klassikerstoffs, die selber das Zeug zum Klassiker habe. Für Peter Kümmel von der Zeit ist der Film vor allem etwas für Hörer. Man höre das Schnaufen der Menschen, das Bellen von Hunden, das Klirren von Zaumzeug, kurz den rauschenden Weltlärm. Außerdem wirke Faust durch die unverkäuflichen und verschlissenen Lichter, Farben und Perspektiven alt, die Bilder seien so ausgewaschen, als stammten sie aus einer Zeit, da Film noch gar nicht möglich war. Der Film stehe somit im Kontrast zu den Technikwunderwerken der jüngeren Filmgeschichte. Rupert Koppold schrieb auf der Internetseite der Stuttgarter Zeitung, dass diese Art von Kino unendlich weit entfernt von kommerziellen Mainstream sei, es komme dem Zuschauer keinen Zentimeter entgegen. Und gerade deshalb sei dieser fatalistisch anmutende Faust ein Ereignis.
Ekaterina Vassilieva vom Filmmagazin Schnitt war davon überzeugt, dass die Allianz mit der Frau bei Sokurow immer mit dem Schwinden der Manneskraft verbunden sei. Nicht umsonst finde sein Gretchen Mephisto sympathisch, während sie bei Goethe die Gegenwart des Teufels unheimlich fürchte. Doch gerade in dieser „Verweiblichung“ des Helden erblicke der Regisseur die Chance für seine Erneuerung. Denn ein Suchender, ein Schöpfer müsse einfach die Grenzen überwinden, sei es zwischen männlich und weiblich, zwischen Heldentat und Sünde. Und deshalb sei Faust wahrscheinlich der Einzige, der aus Sokurows Tetralogie über die Beschaffenheit der Macht als Sieger hervorgehe.
Die Cinema meinte hingegen etwas negativer, dass die theatralisch-opernhafte Inszenierung zwar in expressiven Bildern und Körperwelten schwelge, es aber nicht schaffe, den spröden Text für jüngere Zuschauer zu erschließen.

### Besucherzahlen und Einspielergebnisse
In den deutschen Kinos sahen den Film bis Juni 2012 36.979 Besucher, in Portugal bis 24. April 2013 1.448 Zuschauer. Die Einspielergebnisse in Italien beliefen sich Ende 2011 auf 453.470 Euro, in den Vereinigten Staaten von Amerika bis Ende April 2014 auf 58.104 US-Dollar. Dabei muss berücksichtigt werden, dass Faust oftmals nur in sehr wenigen Kinosäalen in den Ländern lief.

### Auszeichnungen (Auswahl)
Faust wurde insgesamt mit 14 Filmpreisen ausgezeichnet und für 15 weitere nominiert. So konnte er beispielsweise den Goldenen Löwen und den Future Film Festival Digital Award auf den Internationalen Filmfestspielen von Venedig gewinnen. Die Filmbewertungsstelle Wiesbaden verlieh dem Film das Prädikat „besonders Wertvoll“. Als Begründung heißt es: „Eingebettet in monumentale Landschaften und ein aufwändiges Setting lässt Sokurow seine Darsteller in Goethes Drama eintauchen, ohne sich sklavisch nah an die Vorlage zu halten. Die Bildkomposition wirkt fast wie Malerei, die Musik ist opernhaft gewaltig und das Spiel der internationalen Theatergrößen, die hier versammelt sind, ist expressiv und kraftvoll. Eine vor Energie überbordende Literaturverfilmung mit hohem Anspruch, die Goethes Werk in ein neues Licht taucht.“
Folgende Liste gibt einen Überblick der verschiedenen Auszeichnungen und Nominierungen.
| Internationale Filmfestspiele von Venedig 2011 - Goldener Löwe – Alexander Sokurow - SIGNS Award - Future Film Festival Digital Award Gijón International Film Festival 2011 - Bestes Szenenbild – Elena Zhukova - Gil Parrondo Award – Elena Zhukova Satellite Awards 2011 Nominiert in den Kategorien: - Bester fremdsprachiger Film - Bestes Szenenbild – Elena Zhukova - Bestes Kostümdesign – Lidiya Kryukova - Beste Kamera – Bruno Delbonnel Italian National Syndicate of Film Journalists 2012 Nominiert in der Kategorie: - Bester europäischer Regisseur – Alexander Sokurow Nika Awards 2013 - Bester Film – Alexander Sokurow und Andrey Sigle - Bester Regisseur – Alexander Sokurow - Bester Schauspieler – Anton Adassinski - Bestes Drehbuch – Yuriy Arabov Nominiert in den Kategorien: - Bestes Szenenbild – Elena Zhukova - Beste Musik – Andrey Sigle - Beste Kamera – Bruno Delbonnel - Bestes Kostüm – Lidiya Kryukova | New Faces Award 2012 Nominiert in der Kategorie: - Beste Nachwuchsschauspielerin – Isolda Dychauk London Film Festival 2011 Nominiert in der Kategorie: - Bester Film – Alexander Sokurow Europäischer Filmpreis 2012 Nominiert in den Kategorien: - Beste Kamera – Bruno Delbonnel - Bestes Szenenbild – Elena Zhukova Black Movie Film Festival 2012 Nominiert in der Kategorie: - Critics Prize – Alexander Sokurow International Cinephile Society Awards 2012 - Bester nicht 2011 veröffentlichter Film International Cinephile Society Awards 2013 - Bester nicht 2012 veröffentlichter Film International Cinephile Society Awards 2014 - Beste Kamera – Bruno Delbonnel (2. Platz) - Bestes Szenenbild – Elena Zhukova (2. Platz) Nominiert in der Kategorie: - Bester nicht-englischsprachiger Film – Alexander Sokurow |

### Zeitschriften- und Zeitungsartikel
- Schenk, Ralf: Faust. In: film-dienst 2/2012 (19. Januar 2012). S. 36.
- Busche, Andreas: Faust. In: epd Film 1/2012. S. 41.
- Schulz-Ojala, Jan: Verweile doch. So also sieht das ewige Leben aus: Alexander Sokurows grandiose Faust-Vision. In: Der Tagesspiegel vom 19. Januar 2012. S. 27.
- Kümmel, Peter: Immer vorwärts, lebt weiter! Der deutscheste Film, der je gemacht wurde: Alexander Sokurows monomanischer Faust. In: Die Zeit vom 19. Januar 2012. S. 39.
- Platthaus, Andreas: Deutschland, bleiches Mutterland. In: Frankfurter Allgemeine Zeitung vom 19. Januar 2012.
- Béghin, Cyril: Comment Faust passa la montagne. In: Cahiers du Cinéma Nr. 679 (Juni 2012). S. 6–11
- Le Rider, Jacques: Entre Goethe, Murnau et Thomas Mann. In: Cahiers du Cinéma Nr. 679 (Juni 2012). S. 12–13

### Gespräche mit Alexander Sokurow
- Nord, Christina: Faust ist einfach nur ein Demagoge. In: taz vom 19. Januar 2012.
- Schmidt, Thomas: Unglück bedeutet Gefahr. Warum nur wird die deutsche Kultur immer enger? Ein Gespräch mit dem russischen Regisseur Alexander Sokurow über seinen Faust-Film. In: Die Zeit vom 19. Januar 2012. S. 40.
- Alexandre Sokourov, peintre de la couleur. In: Cahiers du Cinéma Nr. 679 (Juni 2012). S. 14.